# ORSO Chor- und Orchestergesellschaft
ORSO sind Orchester- und Chorprojekte von Wolfgang Roese in Freiburg im Breisgau und Berlin. Heute steht ORSO für Orchestra and Choral Society.

## Ursprung und Zusammensetzung
Hervorgegangen ist das ORSO aus einem 1993 von Wolfgang Roese gegründeten Schüler- und Studentenorchester, das ein Jahr später mit einem gemischten Chor auftrat. Ursprünglich stand ORSO für Ortenauer Rock-Symphony-Orchestra,. Die stetige Veränderung des Ensembles mündete in der Umbenennung in Orchestra and Choral Society, ebenfalls ORSO abgekürzt. Dazu gehören das Projekt Rock Symphony, das mit Crossover-Programmen zwischen populärer Opernmusik und Popmusik auftritt. Seit 2004 gehört auch ORSOphilharmonic neben weiteren Teilprojekten dazu. Seit 2009 hat ORSO neben dem Hauptsitz in Freiburg auch einen Zweitsitz in der Hauptstadt Berlin.
Aktuell gibt es die folgenden Teilprojekte:
- ORSOphilharmonic
- Rock Symphony
- ORSOeducation
- ORSOservices
- ORSOwinds
- ORSOvocals
- ORSOartists

## Gründer und Leiter
Wolfgang Roese begann ein Kapellmeisterstudium an der staatlichen Hochschule für Musik Freiburg. Des Weiteren nahm er Dirigierkursen wie etwa der Staatsphilharmonie Budapest teil. Er absolvierte mehrjährige Meisterkurse für Pianisten der Russische Schule bei Leontina und Vitaly Margulis. Prägend war auch sein Lehrer Stephan Hohlweg. Neben der Funktion als musikalischer Leiter des ORSOs tritt er auch Pianist und Arrangeur und für sein Orchester in Erscheinung. Sein Engagement führt zum stetigen Wachstum des Projektes.

## Werke
- seit 2013 führt ORSO immer wieder Musik-Performance-Projekte mit MATRIX, dem Showteam des TV Herdern durch.[2]
- 2004 (rev. 2006) komponierte Wolfgang Roese Die Schneekönigin nach dem gleichnamigen Märchen von Hans Christian Andersen für Chor, Orchester und Sprecherin.[3]